# هيكتور فيغا
هيكتور فيغا (بالإسبانية: Héctor Vega)‏ هو لاعب كرة قدم تشيلي في مركز الوسط، ولد في 2 يوليو 1992 في تشيلي. لعب مع Sport Loreto ‏.